# Symbrenthia spercheius
Symbrenthia spercheius är en fjärilsart som beskrevs av Hans Fruhstorfer 1907. Symbrenthia spercheius ingår i släktet Symbrenthia och familjen praktfjärilar. Inga underarter finns listade i Catalogue of Life.